# Истоки (роман)
«Истоки» — исторический роман русского писателя-эмигранта Марка Алданова об истоках революционного движения и терроризма в России, опубликованный в 1947 году. Многие литературоведы считают его лучшим произведением писателя.

## Сюжет
Действие романа происходит в России в 1873—1881 годах. В числе героев как вымышленные персонажи, так и исторические деятели, включая народовольцев и императора Александра II. Как обычно у Алданова, в романе сочетаются динамичный сюжет и философские рассуждения, которые автор вкладывает в уста своих героев. 1870-е годы для писателя — тот период, когда существовала реальная возможность предотвратить раскол российского общества и революцию, начать формирование демократического строя. По мнению Алданова, этот шанс был упущен из-за трагической случайности: Александр II, уже готовый начать политические преобразования, был убит террористами. Сцена цареубийства — одна из последних в романе.

## Создание и оценки
Алданов начал работу над романом в 1942 году в США. Параллельно он работал над короткими рассказами на темы, связанные со Второй мировой войной, участвовал в издании «Нового журнала», выходившего в Нью-Йорке на русском языке, но к лету 1945 года полностью сосредоточился на «Истоках». Известно, что, решив включить в число героев книги цирковых артистов, он некоторое время ездил по Америке с бродячим цирком, чтобы изучить тему.
Роман был закончен в 1946 году, но отдельные главы публиковались в периодике и до этого момента (впервые — в 1943 году). Первое полное издание было англоязычным и носило название «Перед потопом» (Before the Deluge). Оригинальный текст впервые увидел свет в 1950 году в Париже в виде двухтомника. На родине писателя «Истоки» были опубликованы в 1990 году.
«Истоки» стали самым объёмным романом Алданова и, по мнению многих литературоведов, самым лучшим. Сам автор в письме Ивану Бунину от 26 февраля 1950 года назвал их «наименее плохой» из своих книг. Книжное общество Англии в 1948 году признало «Истоки» лучшим романом месяца. Георгий Иванов опубликовал негативную рецензию, в которой охарактеризовал роман как «проповедь безверия и скептицизма», но такой взгляд не нашёл поддержки. Тот же автор, признав «Истоки» «увлекательным и блестящим» чтением, упрекнул их автора в том, что самыми привлекательными героями у него оказались террористы.
Сам Алданов рассматривал «Истоки» как часть большого литературного цикла, рассказывающего об истории России в период с 1762 по 1948 год.